# Rørd Regnar Johannes Hammer
Rørd Regnar Johannes Hammer (født 25. februar 1855 i Vyk på Før, død 16. maj 1930 i København) var en dansk kartograf og søofficer.
Regnar Hammer voksede op på friserøen Før, som dengang var dansk og hvor han kom i kontakt med et gammelt hvalfangersamfund, hvilket vakte hans interesse for arktiske farvande. I 1871 gik han ind i Søværnet, hvor han blev kaptajn (1890) og kommandør (1903). I sommeren 1879 deltog Hammer sammen med Jens Arnold Diderich Jensen og Andreas Nicolaus Kornerup i en ekspedition for at opmåle og kortlægge kyststrækningen fra Kangaatsiaq til Sisimiut i det vestlige Grønland. Senere tog han på slædetur for at opmåle Isfjorden ved Ilulissat (Jakobshavn). I 1883 ledede han en ekspedition for igen at kortlægge dele af den grønlandske vestkyst (ved Diskobugten). I årene fra 1884 til 1887 var han leder for flådens mærkevæsen. I tidsrummet fra 1898 til 1899 var han næstkommanderende på Søofficersskolen. Fra 1899 til 1902 var han afdelingsleder i Søkortarkivet og forestod blandt andet kortlægningen af farvandene omkring Island og Færøerne. I 1903 blev han udnævnt til leder af Søofficersskolen, hvor han blev indtil 1910. Fra 1910 til sin pensionering i 1915 var han ekvipagemester.
Hammer virkede desuden som formand for Søe-Lieutenant-Selskabet (1887-89), som formand for Det grønlandske Selskab (1910-21), som næstformand i Danske Røde Kors (1917 til sin død) og var med i bestyrelsen for Selskabet for de danske Atlanterhavsøer (1903-17). Han skrev bl. a. en biografi om sin far, Kaptajnløjtnant O.C. Hammer, en Livsskildring. I 1894 blev han udnævnt til Ridder af Dannebrogordenen, og i 1914 til kommandør 1. grad af Dannebrogsordenen.
Regnar Hammer var søn af søofficeren Otto Christian Hammer (1822–1892) og hans hustru Henriette Jacobine Hastrup (1830–1912). Den. 3. maj 1882 giftede Regnar sig med Fanny Eleonora Hedemann (1860–1946), datter af søofficeren Christian Carl Frederik Hedemann (1832–1916) og hans hustru Mathilde Eleonore Kiellerup (1835–1920), som var barnebarn af officeren Hans Hedemann (1792–1859) fra Flensborg. Parret fik fire børn: Ellen Almira Hammer (1883–?), Inger Marie Hammer (1884–1967), Håkon Hammer (1886–1942) og Olga Hammer (1890).